# ملكة جمال الولايات المتحدة الأمريكية 1996
ملكة جمال الولايات المتحدة الأمريكية 1996 (بالإنجليزية: Miss USA 1996)‏ هي مسابقة ملكة جمال الولايات المتحدة الأمريكية الخامسة والأربعين في تاريخ مسابقة ملكة جمال الولايات المتحدة الأمريكية، منذ انطلاقتها عام 1952، عقدت المسابقة في ساوث بادري آيلاند ، تكساس في 2 فبراير 1996 تم بث الحدث على الهواء مباشرة على شبكة سي بي إس، في نهاية الحدث توجت آلي لاندري من ولاية لويزيانا ملكة جمال الولايات المتحدة الأمريكية لعام 1996 من قبل حاملة اللقب السابقة شانا مواكلر من نيويورك.

## النتائج

### المراكز النهائية
| النتائج النهائية                          | اسم المتنافسة                                                                                  |
| ----------------------------------------- | ---------------------------------------------------------------------------------------------- |
| ملكة جمال الولايات المتحدة الأمريكية 1996 | - لويزيانا - آلي لاندري                                                                        |
| الوصيفة الأولى                            | - كانساس - داني بوترايت                                                                        |
| الوصيفة الثانية                           | - تينيسي - بيكا لي                                                                             |

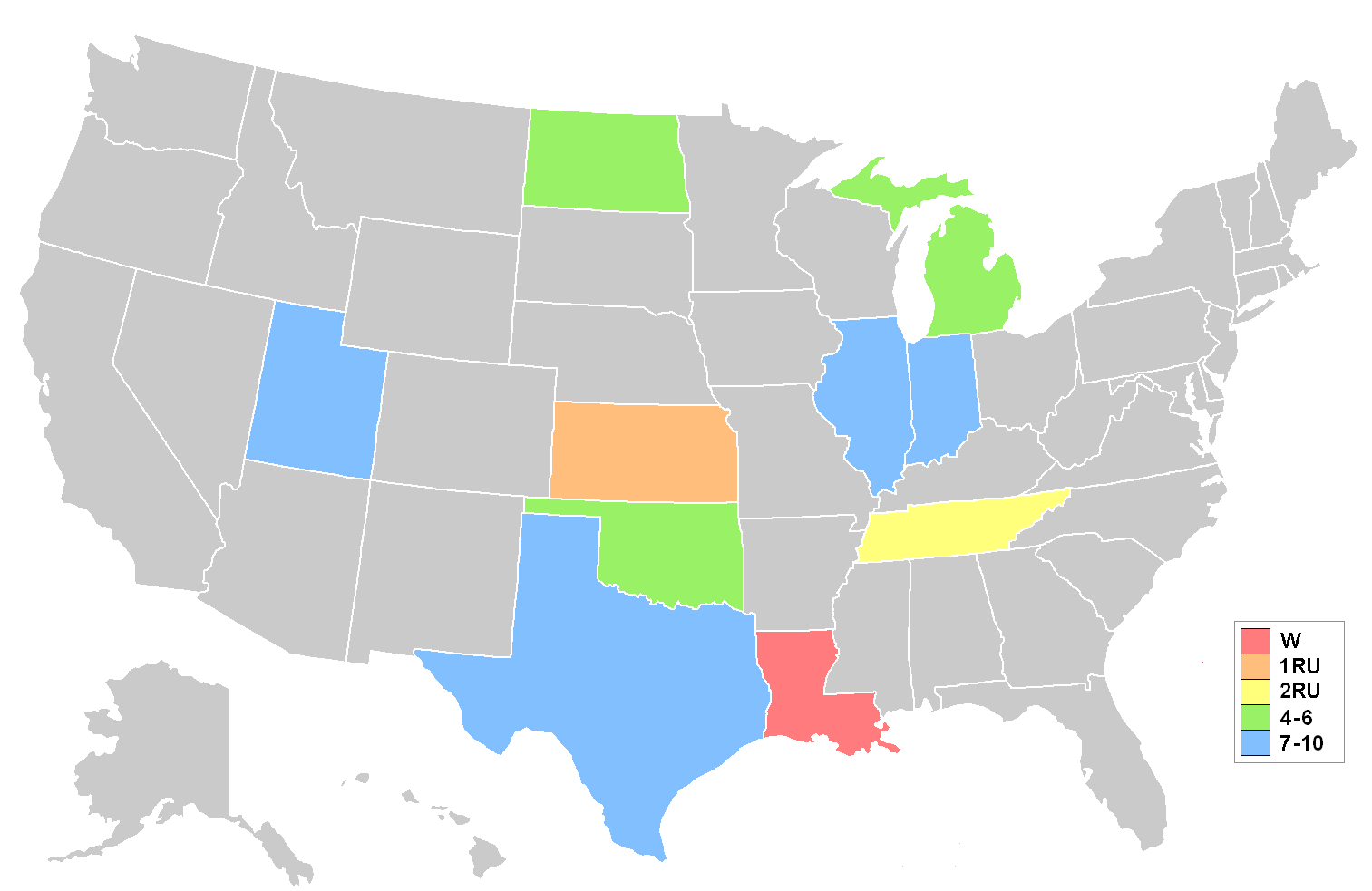
خريطة توضح المواضع حسب الولاية

| أفضل 6                                    | - أوكلاهوما - هيذر كريكارد - ميشيغان - ناتاشا بيل - داكوتا الشمالية - جولييت سبير              |
| أفضل 10                                   | - يوتا - تريسي كينيك - إنديانا - هولي روهل - تكساس - كارا ويليامز - إلينوي - برناديت برزيبيسين |

### جوائز خاصة
| جائزة                         | متنافسة                   |
| ----------------------------- | ------------------------- |
| ملكة جمال اللطافة             | - هاواي - كووالوها تايلور |
| ملكة جمال الجاذبية            | - لويزيانا - آلي لاندري   |
| جائزة فيتنس ستايل             | - تينيسي - بيكا لي        |
| جائزة الأفضل في ملابس السباحة | - كانساس - داني بوترايت   |

## المتسابقات
| - ألاباما - بينيتا بروكس - ألاسكا - جانيل لين كندي - أريزونا - كريستينا نوفاك - أركنساس - تيفاني باركس - كاليفورنيا - شونا لين سيرلز - كولورادو - سوزان رجبي - كونيتيكت - واندا غونزاليس - ديلاوير - ستار بيهل - مقاطعة كولومبيا - لا تشاندا جنكينز - فلوريدا - ايدالميس فيدال - جورجيا - جيني كريج - هاواي - كوالوها تايلور - أيداهو - تريسي ياربرو - إلينوي - برناديت برزيبيسيان - إنديانا - هولي رويل - آيوا - جيل سيمون - كانساس - دانييل بوترايت - كنتاكي - لوري ويست - لويزيانا - الي لاندري - مين - جولان فادنايس - ماريلند - ميشيل مايكل - ماساتشوستس - جاكلين دوسيت - ميشيغان - ناتاشا بيل - مينيسوتا - كارين سميث - مسيسيبي - كارولين راماغوس - ميزوري - إيمي رينهارت | - مونتانا - تانيا بوجاتشنيك - نبراسكا - كيري لين كمبر - نيفادا - أليسا كاستيلو - نيوهامبشير - جولي مينتا جلينك - نيوجيرسي - كريستينا أوغستين - نيومكسيكو - ليلى لين - نيويورك - كيلين كورنوك - كارولاينا الشمالية - جيسيكا لي ماكمين - داكوتا الشمالية - جولييت سبير - أوهايو - ميليسا بويد - أوكلاهوما - هيذر كريكارد - أوريغون - جيل شارتيير - بنسيلفانيا - سوزان بارنيت - رود آيلاند - كارين برادلي - كارولاينا الجنوبية - ليزا جاكسون - داكوتا الجنوبية - كاريسا وينترز - تينيسي - بيكا لي - تكساس - كارا ويليامز - يوتا - تريسي كينيك - فيرمونت - نانسي آن روبرتس - فرجينيا - دانييل كونورز - واشنطن - ستاتشي بالدوين - فيرجينيا الغربية - ريجينا فيشر - ويسكونسن - ماري جو ستوكر - وايومنغ - كيلي كاتلمان |

## روابط خارجية
- موقع ملكة جمال الولايات المتحدة الأمريكية الرسمي